# 4274 Karamanov
A 4274 Karamanov (ideiglenes jelöléssel 1980 RZ3) a Naprendszer kisbolygóövében található aszteroida. Nyikolaj Sztyepanovics Csernih fedezte fel 1980. szeptember 6-án.